# Nicolas Jeannet
Pour les articles homonymes, voir Jeannet.
Nicolas Jeannet Aîné (13 mars 1739, Troyes - 27 octobre 1790, Paris), est un homme politique français, député aux États généraux de 1789.

## Biographie
Négociant à Arcis-sur-Aube, il est élu, le 7 avril 1789, député du tiers aux États généraux par le bailliage de Troyes avec 116 voix (170 votants), il opina avec la majorité de l'Assemblée constituante, et mourut à Paris au cours de la session (octobre 1790).

## Sources
- « Nicolas Jeannet », dans Adolphe Robert et Gaston Cougny, Dictionnaire des parlementaires français, Edgar Bourloton, 1889-1891 [détail de l’édition]